# Aokigahara

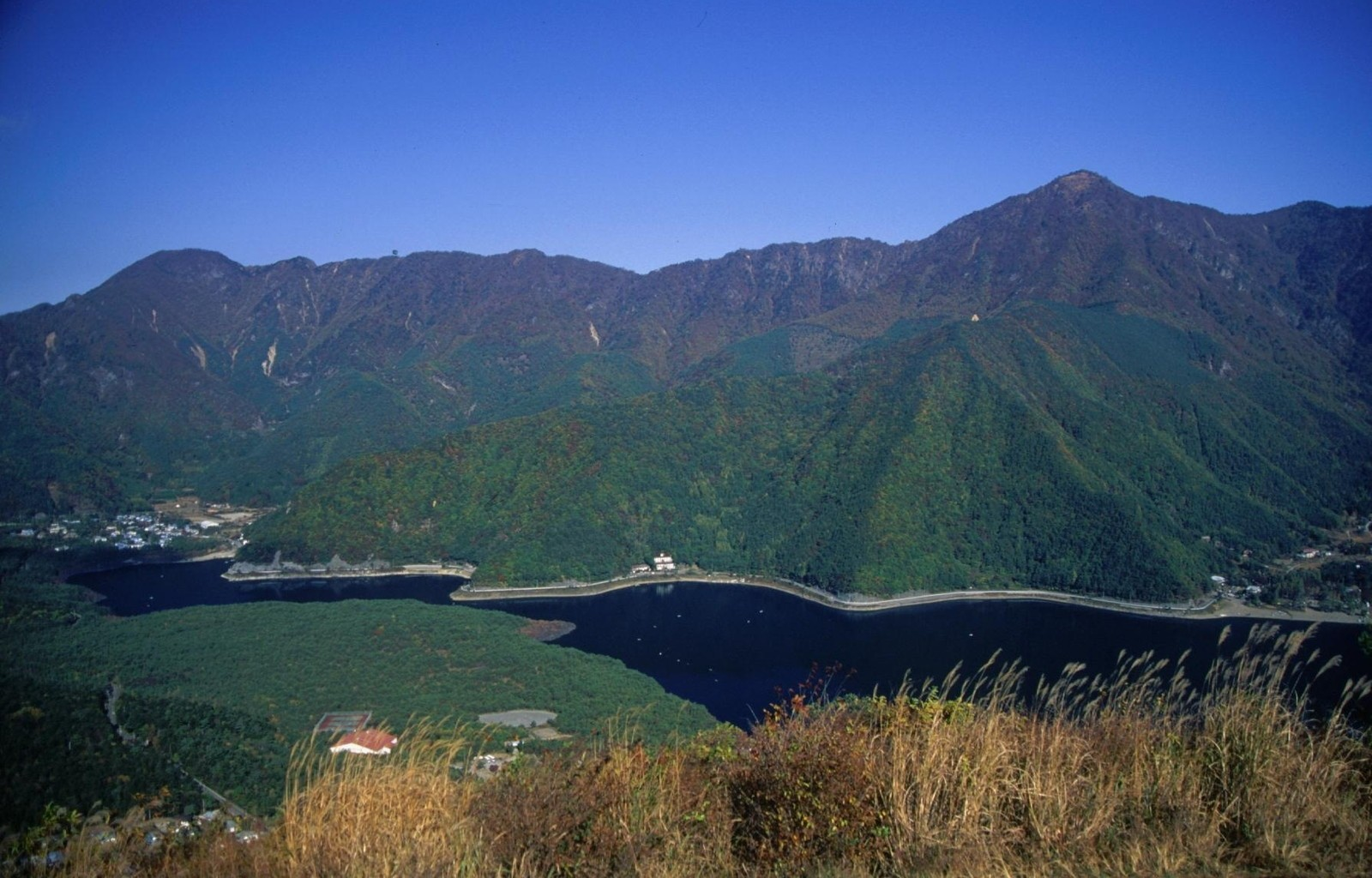
Blick von Koyodai auf den Aokigahara

Aokigahara (jap. 青木ヶ原), auch Aokigahara-jukai (jap. 青木ヶ原樹海; dt. „Aokigahara-Baummeer“) oder Fuji no jukai (jap. 富士の樹海; dt. „Fuji-Baummeer“) genannt, ist ein weitläufiger und dichter Wald in der Präfektur Yamanashi in Japan.
Der Aokigahara ist Teil des Fuji-Hakone-Izu-Nationalparks, er umfasst unter anderem drei Naturdenkmäler, einen lokalen Wallfahrtsort sowie eine natürliche Fledermaushöhle. Der Wald ist deshalb ein beliebtes Ausflugs- und Reiseziel, er steht allerdings unter besonderem Natur- und Denkmalschutz. Trotz seiner kurzen Entwicklungsgeschichte leben in seinem Inneren viele, zum Teil seltene Tier- und Pflanzenarten. In der breiten Öffentlichkeit, besonders in den westlichen Medien, ist der Aokigahara als „Selbstmordwald von Japan“ bekannt, weil hier jährlich viele Menschen versteckt Suizid begehen. Lokale Behörden bemühen sich um ein Verhindern weiterer Selbsttötungen. In verschiedenen urbanen Legenden wird behauptet, in dem Wald spuke es und der Ort sei verflucht. Speziell dieser negative Ruf des Waldes hat zahlreiche Literaturwerke, Horrorfilme und Videospiele inspiriert. Naturschützer beklagen eine zunehmende Vermüllung des Waldes.

## Geografie und Geschichte

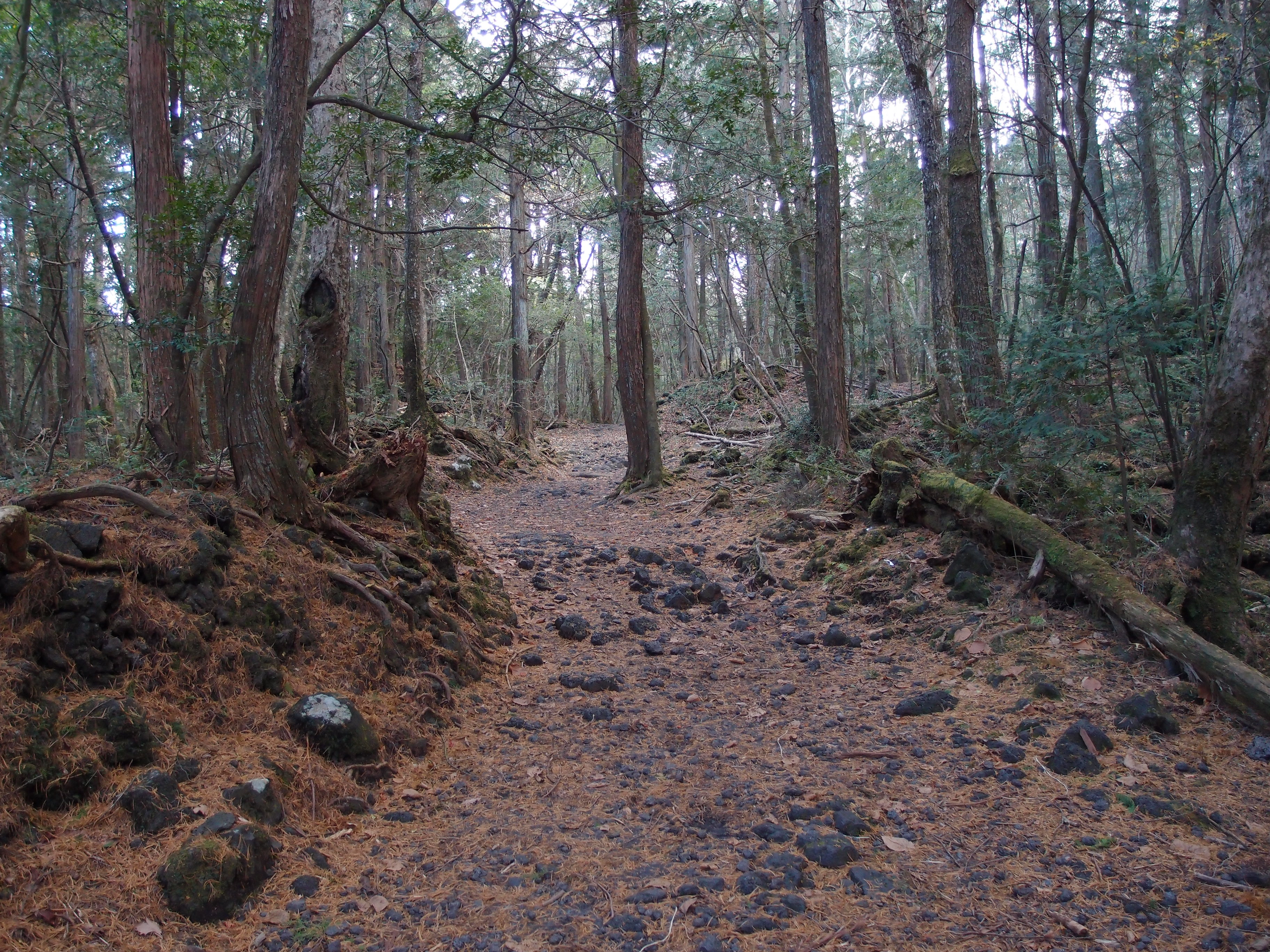
Waldweg, der in den Aokigahara führt

Der Aokigahara befindet sich am Fuß des Fuji an dessen Nordseite, westlich des Saiko-Sees und nordöstlich des Shōji-Sees, zwischen den Gemeinden Fujikawaguchiko im Osten und Narusawa im Westen. Beide Ortschaften gehören dem Kreis Minamitsuru an und liegen in der Präfektur Yamanashi. Der Wald erstreckt sich über etwa 30 km² und gedeiht bis in Höhen um 1300 m T.P. Er entstand um 864 n. Chr., nachdem der Fuji zehn Tage lang kontinuierlich ausgebrochen war, breite Lavaströme seine Nordflanke hinabgeflossen waren und ein breites, poröses Feld aus Olivinbasalt, Vulkanitgeröll, Bimskies und Tuffgestein gebildet hatten. Die besondere Zusammensetzung der Lava führte zu der heutigen, auffällig feinkörnigen Bodenstruktur und brachte ihr eine eigene Bezeichnung ein: Aokigahara-Lava. Auf dieser Fläche entwickelte sich nun der Aokigahara und breitete sich rasch aus. Entwicklungsgeschichtlich betrachtet ist der Wald mit seinen etwa 1200 Jahren recht jung, die ältesten Bäume sind schätzungsweise 200 Jahre alt.
Im Inneren des Aokigahara liegen die Narusawa-Eishöhle, die Fugaku-Windhöhle und die Drachenpalasthöhle, alle drei sind seit 1929 als Naturdenkmäler registriert. Die Höhlen entstanden durch unterirdische Lavaströme, welche nach ihrem Versiegen Hohlräume und Tunnel hinterließen. Am westlichen Rand des Aokigahara befindet sich die Saiko-Fledermaushöhle. Der Aokigahara selbst ist seit dem 24. Februar 1926 Hauptbereich eines vielbesuchten Naturschutzgebietes; dieses wiederum gehört seit 1950 vollständig dem Fuji-Hakone-Izu-Nationalpark an, weshalb der Wald seitdem unter besonderem Natur- und Denkmalschutz steht. Durch den Aokigahara führt heute eine Schnellstraße, die Nationalstraße 139.

## Flora und Fauna

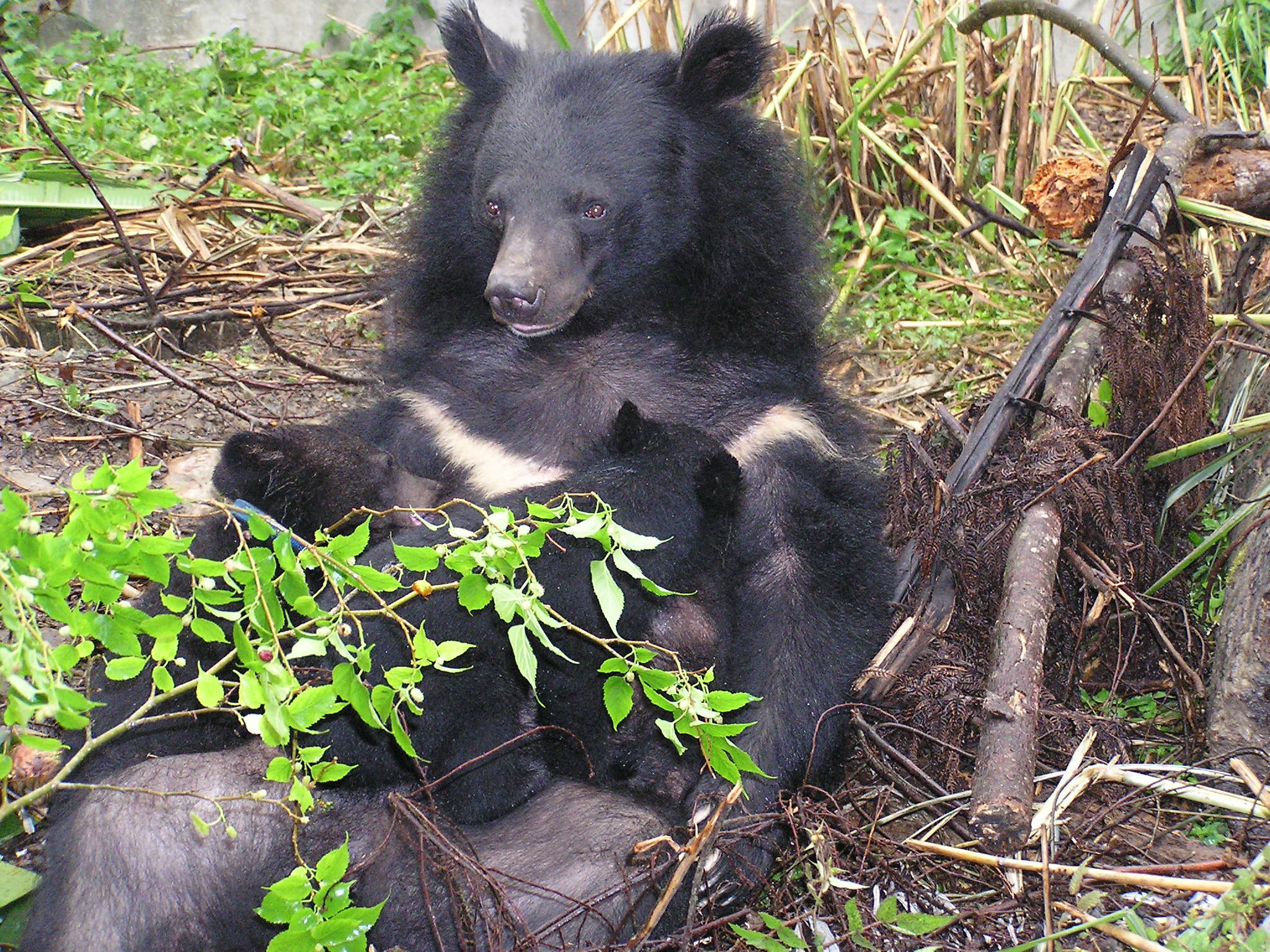
Kragenbärweibchen mit Jungen

Die lokale Tierwelt des Aokigahara umfasst verschiedene Fledermaus-, Mäuse- und Vogelarten, von denen einige sehr selten sind. Zu den häufigeren Vogelarten zählen zum Beispiel Kohlmeise, Weidenmeise, Schwanzmeise, Buntspecht, Kizukispecht, Scheckendrossel, Gackelkuckuck, Gemeiner Kuckuck und Eichelhäher. In dem Wald leben außerdem der scheue Kragenbär (Ursus thibetanus) und der in Nord- und Zentraljapan endemische Kleine Japanische Maulwurf (Mogera imaizumii). Ein regelmäßiger Gast des Waldes ist der Sikahirsch.
Der Wald beherbergt des Weiteren zahlreiche Käfer- und Schmetterlingsarten, auch hierunter finden sich Raritäten. Zu den häufigeren Arten zählen zum Beispiel Kaisermantel, Faulbaum-Bläuling, Schwarzbrauner Trauerfalter und C-Falter. Die meisten Schmetterlinge leben in Pflanzen und Sträuchern am Waldrand, manche können aber auch tief im Waldesinneren gefunden werden. In der Drachenpalasthöhle wurden ungewöhnliche Spinnen entdeckt, deren Lebensweise an die permanente Kälte im Höhleninneren angepasst ist. Zu den Waldschädlingen gehören die kiefernfressenden Raupen von Epinotia piceae.
Der Aokigahara als Wald setzt sich überwiegend aus Hemlock-Tannen und Hinoki-Scheinzypressen zusammen. Daneben dominieren verschiedene Stechpalmen-Arten sowie Mongolische Eichen, Japanische Blütenkirschen und Japanische Ahorne das Unterholz. Weiters kommen vor: Sicheltanne, Japanische Rotkiefer, Mädchen-Kiefer, Acer distylum, Kleinblütiger Ahorn, Siebolds Fächer-Ahorn, Acer tschonoskii, Zierkirschen-Birke, Chengiopanax sciadophylloides, Clethra barbinervis, Glockige Prachtglocke, Euonymus macropterus, Pieris japonica, Japanische Blütenkirsche, Rhododendron dilatatum, Skimmia japonica f. repens, Sorbus commixta und Toxicodendron trichocarpum. Zu den zahlreichen Blütenpflanzen zählen unter anderem: Artemisia princeps, Corydalis incisa, Maianthemum dilatatum, Oplismenus undulatifolius, Japanischer Staudenknöterich, Chinaschilf, Boehemeria tricuspis var. paraspicata, Cirsium nipponicum var. incomptum, Schnee-Felberich, Vogel-Wicke, Vicia unijuga, Punktierte Glockenblume und Weißklee. Zu den botanischen Besonderheiten im Aokigahara zählt die chlorophylllose, parasitär lebende Monotropastrum humile.
Besonders der bodennahe Bereich sowie der Waldgrund selbst sind dicht und üppig mit Moosen und Farnen überwuchert, an vielen Stellen hängen die Moose wie Bärte herab und verleihen dem Waldesinneren ein urwaldhaftes Aussehen. Aufgrund des porösen und stark geröllhaltigen Vulkanbodens wurzeln Bäume und Sträucher nur sehr flach. Zusammen mit den trügerischen Moosdecken erschwert das Wurzelwerk eine sichere Begehung des Waldes, auch ein Besteigen der Felsformationen nahe der Waldobergrenze ist aufgrund des porösen Bodens mit Risiken verbunden.

## Tourismus

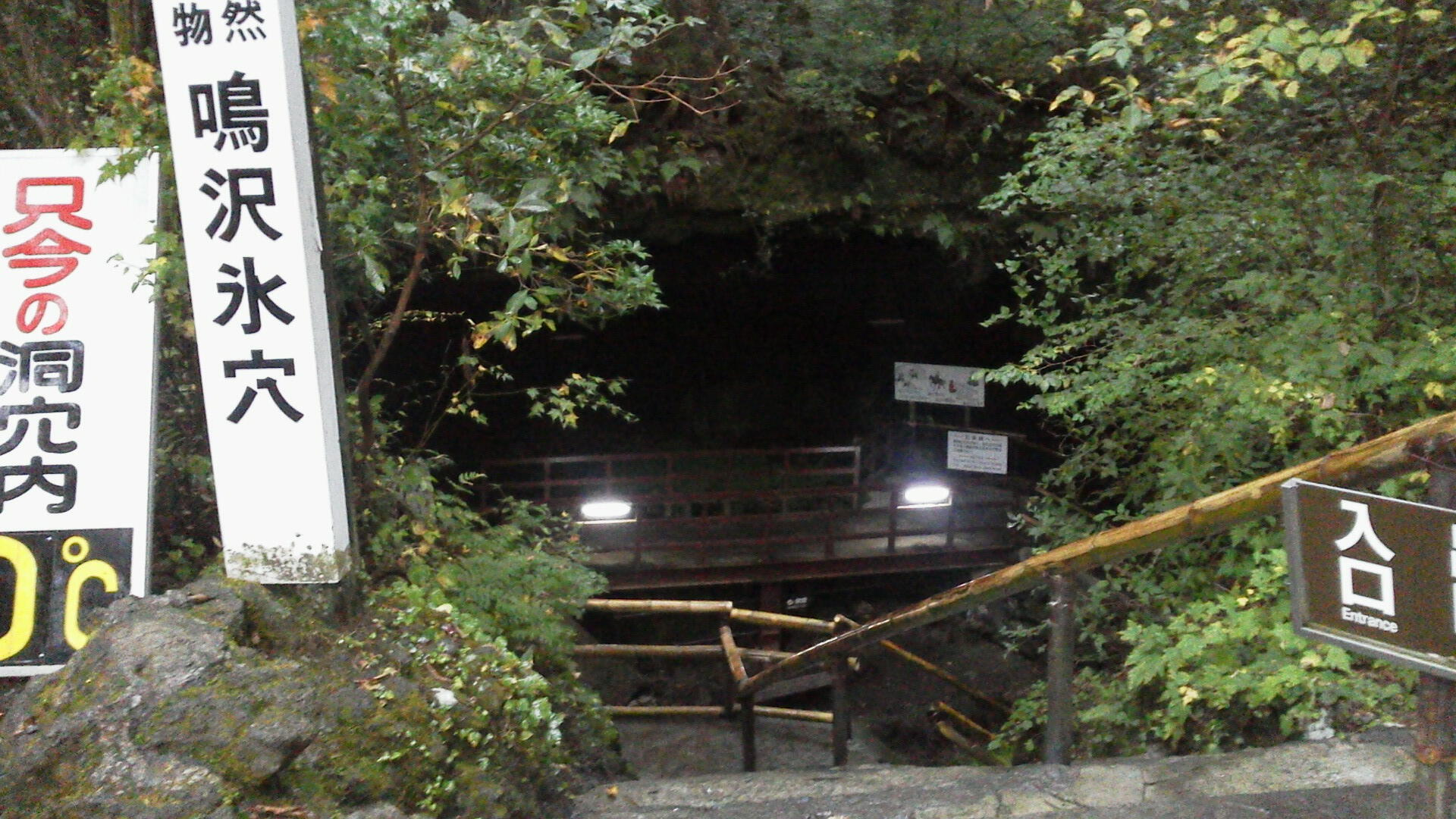
Eingang zur Narusawa-Eishöhle

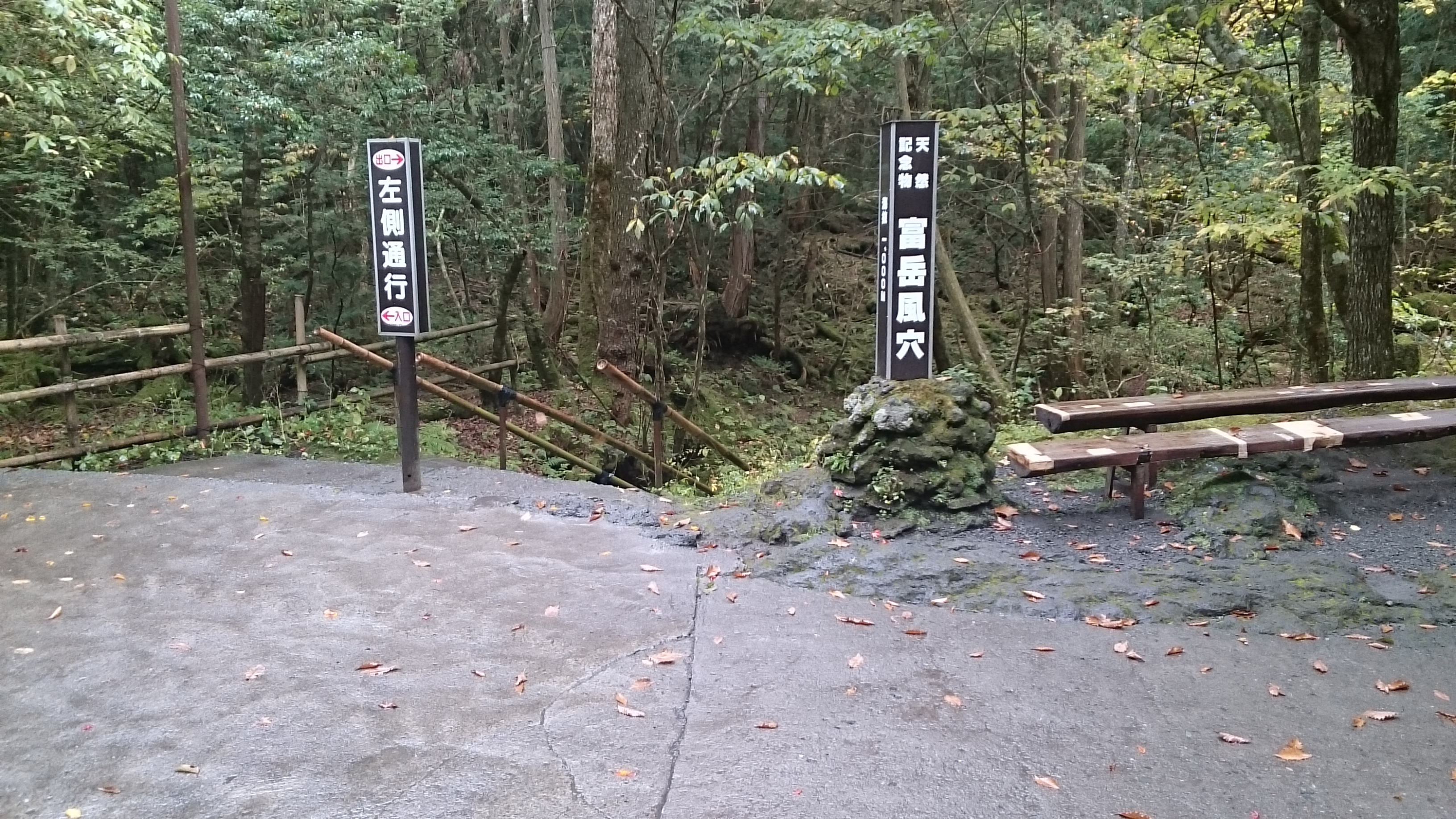
Eingang zur Fugaku-Windhöhle

Wegen der drei Vulkanhöhlen, der Fledermaushöhle sowie der außerordentlichen Stille in seinem Inneren gilt der Aokigahara offiziell als Erholungs- und Wandergebiet; im Sommer finden Wanderer hier zudem Zuflucht vor der Hitze. Der Wald ist dementsprechend ein beliebtes Reise- und Ausflugsziel und spielt daher eine nicht unerhebliche Rolle in der lokalen Tourismusbranche. Die überwiegende Zahl der Touristen sind Einheimische, Chinesen und Europäer. Da sich der Wald direkt an den Saiko-See anschmiegt, werden dessen Ufer gern von Anglern aufgesucht, der Saiko selbst wird besonders im Sommer von Wassersport-Begeisterten genutzt. Einen zusätzlichen Reiz bietet der Aokigahara Naturfreunden durch die zahlreichen seltenen Tier- und Pflanzenarten. Sowohl von Fujikawaguchiko als auch von Narusawa aus führen zwei ausgeschilderte Naturlehrpfade durch den Wald, der Koyodai-Lehrpfad und der Gōten-niwa-Lehrpfad. Neben den drei großen Höhlen als Hauptattraktionen finden sich im Aokigahara weitere kleinere Höhlen, zum Beispiel die Amayadori-Windhöhle und die Hanabusa-Eishöhle. Im Nordosten grenzen der Yasho-no-mori-Vogelpark und das Freilichtmuseum Iyashi-no-satori an den Wald. In der Drachenpalasthöhle befindet sich zudem der Senoumi-Schrein, der seit langer Zeit ein lokaler Wallfahrtsort ist.

## Suizidanten und Vermisste

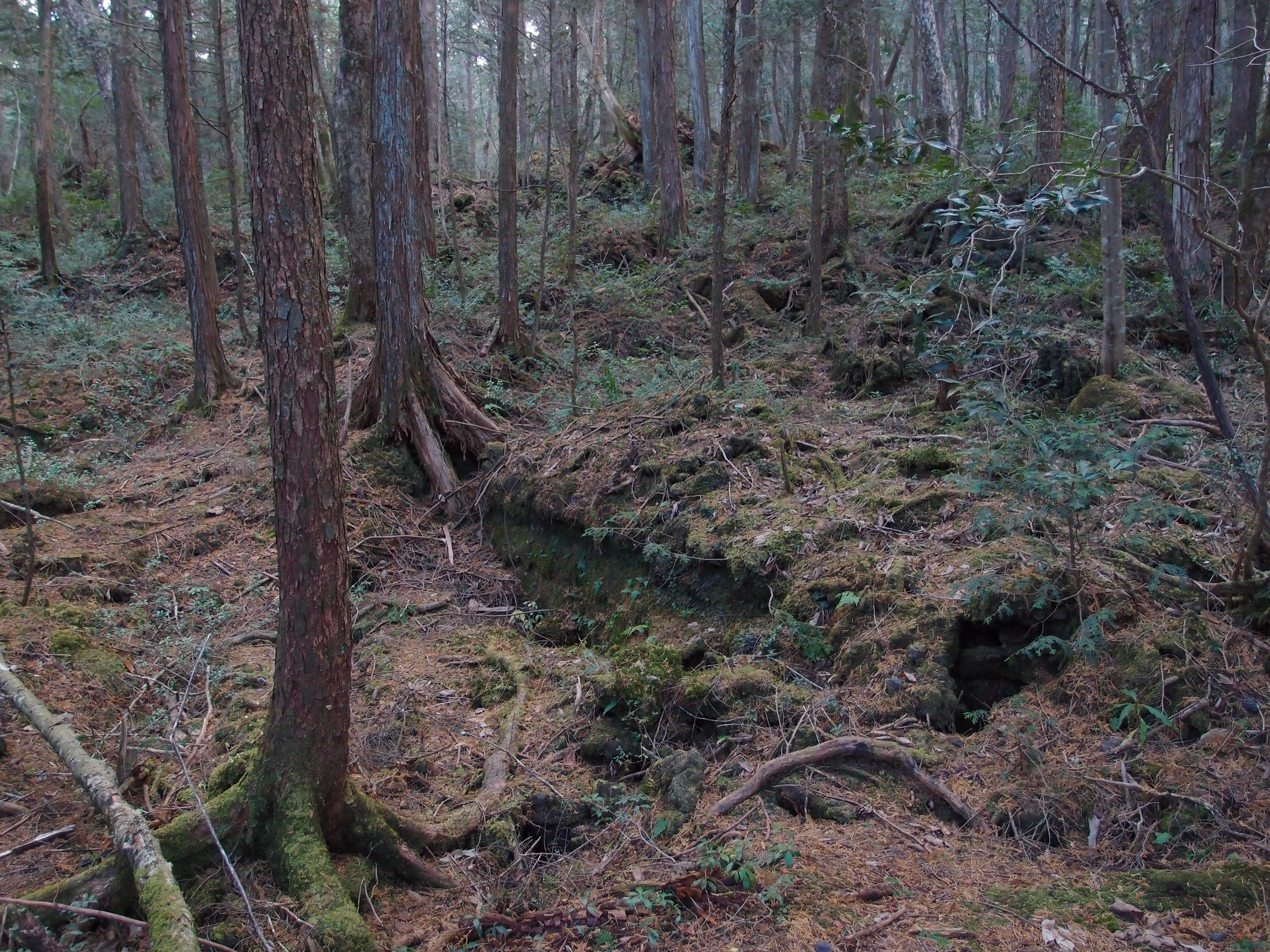
Inneres des Aokigahara

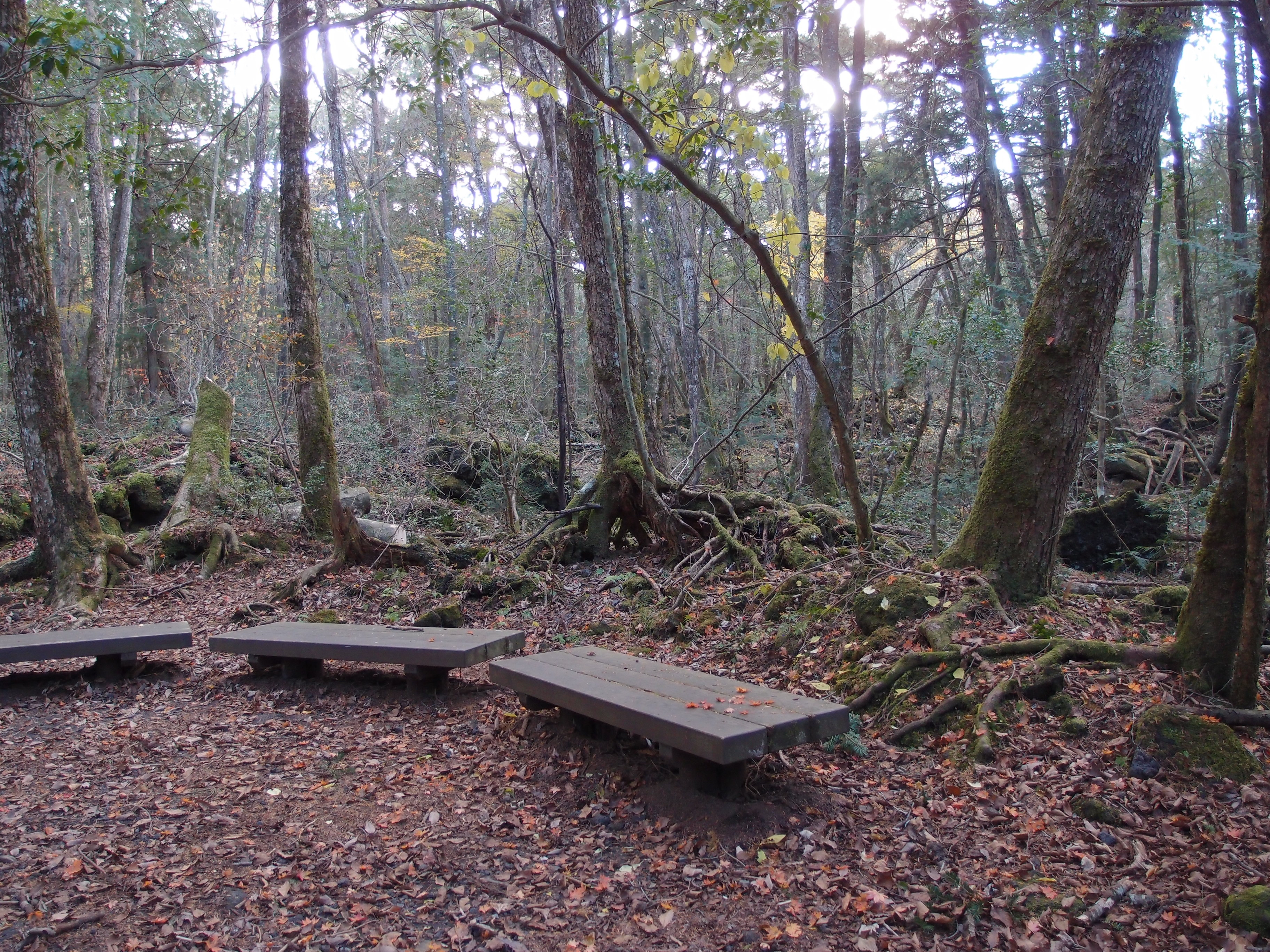
Rastplatz im Aokigahara

In der Moderne, besonders in den westlichen Medien und Subkulturen, ist der Aokigahara durch die erschreckend hohe Anzahl von Leichenfunden bekannt geworden. Bei den Toten handelt es sich fast ausnahmslos um Suizidanten, die eigens tief in den Wald eindringen, geeignete Verstecke aufsuchen und sich schließlich das Leben nehmen (meist durch Erhängen oder Vergiften). Dass ausgerechnet der Aokigahara häufig als Suizidstätte gewählt wird, soll auf zwei Romane des japanischen Schriftstellers Matsumoto Seichō zurückgehen. Der erste Roman erschien 1957 unter dem Titel Nami no tō (jap. 波の塔; dt. „Der Wellenturm“ oder „Turm der Wellen“) und erzählt von einer jungen Frau namens Yuriko, die sich aufgrund verschmähter Liebe in den Aokigahara zurückzieht und sich dort umbringt. Der zweite Roman erschien 1960 unter dem Titel Kuroi jukai (jap. 黒い樹海; dt. „Schwarzes Meer aus Bäumen“) und behandelt ebenfalls Selbsttötungen im Aokigahara, in diesem Falle betrifft es ein Liebespaar.
Ein heute weit verbreitetes (weil beliebtes) Gerücht besagt, dass bereits im 19. Jahrhundert verarmte Familien in der Region vorgeblich gezwungen waren, Kleinkinder und pflegebedürftige Senioren während Hungersnöten in Wäldern wie dem Aokigahara auszusetzen und zum Sterben zurückzulassen. Diese Praxis wurde als Ubasute bekannt, ist jedoch historisch nicht zweifelsfrei nachgewiesen. Die Geister der Opfer sollen jedoch noch heute in dem Wald hausen. Aus dieser Überlieferung heraus nahmen die urbanen Legenden um den Wald ihren Anfang. Früheste erfassbare Berichte über tot aufgefundene Suizidanten stammen aus der Zeit zwischen 1950 und 1960, einige davon aus Jahren vor Seichōs Romanen. So berichtete die Zeitung Yomiuri Shinbun im Juli des Jahres 1954 von dem Suizid einer Mutter mit Kind, im November 1955 meldete sie die Selbsttötung eines Arbeiters. Auch in späteren Jahren berichtete die Zeitung regelmäßig über Vorfälle im Aokigahara, beispielsweise im Oktober 1993 über zwei Suizidgefährdete, von denen lediglich einer – und dies nur knapp – gerettet werden konnte.
Seit 1971 durchkämmen jedes Jahr Bereitschaftskräfte von Polizei und Feuerwehr ebenso wie Freiwillige den Wald auf der Suche nach Leichen. Im Jahr 2002 wurden insgesamt 78 Tote gezählt, die bis dahin höchste Zahl. Im Jahre 2003 wurde diese Zahl mit 105 Toten noch übertroffen. Es wird jedoch befürchtet, dass es noch mehr Leichen gibt, diese aber wegen der Dichte des Unterholzes nicht gefunden wurden. Polizeiaufzeichnungen deuten darauf hin, dass es 2010 geschätzt 247 Suizidversuche gab, wovon 54 erfolgreich waren. Als besonders problematisch wird angesehen, dass der Aokigahara sowohl im Internet als auch in öffentlich frei käuflicher Literatur potentiellen Selbstmördern geradezu empfohlen wird; beispielsweise veröffentlichte der japanische Autor Wataru Tsurumi 1993 sein umstrittenes Werk Kanzen jisatsu manyuaru (完全自殺 マニュアル; engl. Buchtitel: The Complete Manual of Suicide), in welchem er den Aokigahara als „den perfekten Ort zum Sterben“ bezeichnete. Da Selbstmord bis in die heutige Zeit unter japanischen Männern teilweise als „ehrenhaft“ angesehen wird, gibt es nur wenig politischen wie gesellschaftlichen Widerstand gegen derlei Veröffentlichungen. Zudem greifen Mangas Geschichten und Gerüchte auf, die sich um den Ort ranken.
Aufgrund der Dichte und Eintönigkeit des Unterholzes können Personen, welche die offiziellen Wege verlassen, schnell die Orientierung verlieren und sich im Wald verirren. Da der Waldboden zudem äußerst uneben, porös und durchzogen von Höhlungen und Spalten ist, besteht auch ein gewisses Risiko zu verunglücken. Der Aokigahara ist deshalb auch für seine hohe Anzahl an vermissten Personen bekannt; die meisten von ihnen werden jedoch schnell wieder aufgefunden.

## Öffentliches und mediales Interesse
Wegen der Leichenfunde gilt der Aokigahara in der breiten Öffentlichkeit als „verflucht“, außerdem soll es dort gehäuft zu Spukerscheinungen kommen. Angeblich würden die Geister von Ubasute-Opfern in dem Wald umherwandeln sowie Gespenster und Yōkai in dem Wald hausen und Besucher wie Wanderer in die Irre führen oder gar in den Suizid treiben. Auf dem Videoportal YouTube mehren sich sowohl private Aufnahmen als auch seriöse Dokumentationen aus dem Inneren des Aokigahara.
Noch heute durchstreifen Patrouillen, Waldarbeiter und auch Freiwillige regelmäßig den Wald, um Suizidgefährdete aufzuspüren und, wenn möglich, vom Suizid abzuhalten. Waldarbeiter melden Leichenfunde der Polizei und helfen gegebenenfalls beim Abtransport. An den offiziellen Wanderwegen, nahe den Waldeingängen, finden sich Beschilderungen mit Hinweisen auf die Angebote der Telefonseelsorge sowie Gebeten und Mahnrufen. Dies soll potentielle Suizidanten zur Umkehr bewegen und dadurch ein weiteres Ansteigen der Selbsttötungen verhindern. Als weitere Maßnahme zur Verminderung von Selbsttötungsversuchen sind Polizei und Presse dazu übergegangen, Zahlen über und Namen von Opfern nicht mehr öffentlich bekannt zu geben. Dadurch wollen die lokalen Behörden außerdem auch erreichen, dass sich der eigentlich positive Ruf des Aokigahara nicht noch weiter verschlechtert und eventuell Touristen abschreckt.
Sowohl Touristen als auch Journalisten und Ranger markieren inoffizielle oder geschlossene Wanderwege sowie Trampelpfade mit bunten Schleifen und Plastikbändern, um wieder aus dem Wald hinauszufinden. Auch Suizidanten verwenden häufig solche Bänder, um wieder zurückzufinden, falls sie sich schlussendlich doch nicht töten wollen; dementsprechend führen die Bänder Suchende häufig zu verlassenen Lagern. Dieses eigentlich als Vorsichtsmaßnahme gedachte Anbringen von Plastikbändern hat zu Debatten und Kritik unter Naturschützern geführt, welche eine Vermüllung des Waldes befürchten. Auch das Zurücklassen der Zelte, von persönlichem Eigentum und Essensresten wird beklagt.
Die Möglichkeit, tatsächlich Leichen aufzufinden, hat in den letzten Jahren (Stand 2019) zu einer negativ wahrgenommenen Art von „Nervenkitzel-Tourismus“ geführt. Ein herausragendes Beispiel hiervon ereignete sich im November 2017, als der YouTuber Logan Paul gemeinsam mit Freunden den Aokigahara betrat und dabei in abgesperrte Areale eindrang. Dort machte er Aufnahmen von sich selbst und einem Suizidanten, welcher sich erhängt hatte. Das Video lud Paul am 31. Dezember 2017 auf YouTube und anderen Social Media hoch; es sorgte weltweit für Kritik und Entsetzen. YouTube löschte das Video kurz darauf, auf Social Media Websites sah sich Paul dazu gezwungen, es zu entfernen.
Eine weitere negative Folge des schlechten Rufes des Waldes ist Plünderei: Es wird regelmäßig berichtet, dass Diebe den Wald auf der Suche nach zurückgelassenen Geldbörsen, Kreditkarten und Schmuck durchkämmen.

## Moderne Rezeptionen
Der Ruf des Aokigahara als „Selbstmord-Wald“ und „verfluchter Ort“ hat zahlreiche Drama- und Horrorfilme sowie Mangas, Romane und Computerspiele inspiriert:
Drama- und Horrorfilme (Auswahl)
- Ki no umi (2004); japanisches Drama.[23]
- 47 Ronin (2013); US-amerikanisch-japanisches Samurai-Drama.[24]
- The Sea Of Trees (2015); US-amerikanisches Drama.[25]
- The Forest (2016); US-amerikanischer Horrorfilm.[26]
- The People Garden (2016); kanadisch- japanisches Drama.[27]

Videospiele (Auswahl)
- Tokyo Dark; Fantasy-Abenteuer.[28]
- Akatsuki Blitzkampf; Kampfspiel.[29]
- Fatal Frame: Maiden of Black Water; Survival-Horror.[30]

Comics (Auswahl)
- Tales from The Suicide Forest, von El Torres und Fran Galan.[31]
- Call of The Suicide Forest, von Desiree Bressend, Ruben Gil und Toni Fejzula.[32]

Mangas (Auswahl)
- The Kurosagi Corpse Delivery Service, von Eiji Ōtsuka und Housui Yamazaki.[33]
- I Am a Hero, von Kengo Hanazawa, Yūki Honda und Kensuke Nishida.[34]

Literarische Rezeptionen (Auswahl)
- Die Kieferninsel, Roman von Marion Poschmann, Kp. 3: Aokigahara.[35]
- Suicide Forest, von Jeremy Bates[36]

Musik (Auswahl)
- Die schwedische Depressive-Black-Metal-Band Shining komponierte den Song Mot Aokigahara auf ihrem Album X - Varg Utan Flock von 2018.[37]
- Das zweite Studioalbum der Post-Black-Metal-Band Harakiri for the Sky aus dem Jahr 2014 trägt den Namen Aokigahara.